# Bosc-Bordel
Bosc-Bordel település Franciaországban, Seine-Maritime megyében. Lakosainak száma 453 fő (2022. január 1.). Bosc-Bordel Bois-Héroult, Mathonville, Mauquenchy, Sommery és Buchy községekkel határos.

## Népesség
A település népességének változása:
| Lakosok száma | 426  | 450  | 463  | 452  | 451  | 452  | 441  | 447  | 453  |
|               | 2013 | 2015 | 2016 | 2017 | 2018 | 2019 | 2020 | 2021 | 2022 |